# Macronemurus wittei
Macronemurus wittei är en insektsart som beskrevs av Navás 1932. Macronemurus wittei ingår i släktet Macronemurus och familjen myrlejonsländor. Inga underarter finns listade i Catalogue of Life.